# NGC 4314
NGC 4314は、かみのけ座の方角に約4000万光年離れた位置にある棒渦巻銀河である。恐らく最も顕著な特徴は、明るく若い恒星の「銀河核スターバースト環」である。この環は、リンドブラッド共鳴が原因の1つになっていると考えられている。この爆発的な星形成は、過去数百万年続いていると考えられている。大部分の主系列星の寿命が数十億年であり、その誕生は銀河の中で均一ではないことから、このタイムスケールは著しく短い。銀河の中でのこのような環構造の進化を理解するためには、さらに研究が必要である。